# Camí del Mas de la Sena
El Camí del Mas de la Sena és un camí del terme de Reus (Baix Camp) que porta al Mas de la Sena, ja en terme de Constantí.
Surt de Reus per la carretera de Tarragona. Una vegada passat el pont damunt de la via del tren, i deixant enrere la Bòbila del Sugranyes, s'agafa el camí a l'esquerra de la carretera. En direcció est-nord-est passa la Riera de la Beurada, a la Partida de Rojals, a tocar del camp de futbol del Reddis, més endavant travessa el barranc del Cementiri i entra a la Partida del Burgaret, passa vora el Mas de Bofill, deixa a la dreta el Mas de Napoleon, i abans d'arribar al Mas del Sardo va a buscar l'encreuament amb la carretera de Constantí i la C-14 i travessa la Riera de la Quadra. Entra a la partida de la Grassa per sota del Mas de la Condesa, i s'inclina lleugerament cap al nord. Si seguim al recte s'acaba al Maset del Negrillo. Abans d'arribar a aquest mas, un gir a la dreta i després agafant el primer trencall a l'esquerra, porta al Mas de la Sena.